# La Vallée du bonheur
Pour les articles homonymes, voir Finian's Rainbow.
Pour plus de détails, voir Fiche technique et Distribution.
La Vallée du bonheur (Finian's Rainbow) est un film musical américain réalisé par Francis Ford Coppola, sorti en 1968. Il s'agit d'une adaptation cinématographique de la comédie musicale du même nom jouée à Broadway dès 1947.

## Synopsis
Le mystérieux Irlandais Finian McLonergan arrive à Rainbow Valley, une ville du Missitucky, dans le sud des États-Unis. Il est accompagné de sa charmante fille Sharon.

## Fiche technique
Sauf indication contraire, les informations mentionnées dans cette section peuvent être confirmées par la base de données cinématographiques IMDb,  présente dans la section « Liens externes ».
- Titre original : Finian's Rainbow
- Titre français : La Vallée du bonheur
- Scénario : E. Y. Harburg et Fred Saidy, d'après leur comédie musicale Finian's Rainbow
- Assistant réalisateur : Howard Kazanjian
- Musique : Burton Lane
- Directeur musical : Ray Heindorf
- Photographie : Philip H. Lathrop
- Directeur artistique : Hilyard M. Brown
- Décors de plateau : Phil Abramson et William L. Kuehl
- Costumes : Dorothy Jeakins
- Montage : Melvin Shapiro
- Producteur : Joseph Landon

Producteur associé : Joel Freeman
- Société de production : Warner Bros.-Seven Arts
- Distribution : Warner Bros./Seven Arts (Etats-Unis)
- Pays de production :  États-Unis
- Langue originale : anglais
- Genre : musical, comédie
- Format : Couleur (Technicolor) - 2.20:1 (version 70 mm) - 2.39:1
- Durée : 145 minutes
- Dates de sortie : 
  - États-Unis : 9 octobre 1968
  - France : 13 août 1969[2]
- Affiches : Raymond Elseviers (Belgique), Jean Mascii (France)

## Distribution
- Fred Astaire (VF : Claude Dauphin, Henry Tallourd {chant}) : Finian McLonergan
- Petula Clark (VF : elle-même {dialogues et chant}) : Sharon Mc Lonergan
- Tommy Steele : Og
- Don Francks (VF : José Bartel {dialogues et chant}) : Woody Mahonney
- Keenan Wynn (VF : André Valmy, José Germain {chant}) : le sénateur Bilboard Rawkins
- Al Freeman Jr. : Howard
- Barbara Hancock (VF : Béatrice Delfe, Danielle Licari {chant}): Susan Mahonney
- Ronald Colby (VF : Jean Daurand) : Buzz Collins
- Dolph Sweet (VF : Raoul Delfosse) : le shérif
- Wright King : le procureur
- Louil Silas : Henry

Acteurs non crédités
- Robert Cleaves (VF : Claude Joseph) : le géologue blanc
- Roy Glenn (VF : Pierre Collet, Jean Stout {chant}) : un pèlerin
- Jester Hairston (VF : Jean-Paul Moulinot, Jean Cussac {chant}) : un pèlerin
- Avon Long : un pèlerin

## Production
La comédie musicale Finian's Rainbow est jouée à Broadway dès 1947. Les créateurs E.Y. Harburg, Burton Lane et Fred Saidy ne parviennent cependant pas à l'adapter au cinéma, les studios étant frileux sur le sujet et son allégorie sur le racisme. Un film d'animation sera un temps développé par John Hubley et sa femme Faith Hubley. Le projet sera finalement abandonné, malgré quelques chansons enregistrées, un storyboard complet et la présence  de Frank Sinatra, Barry Fitzgerald ou encore Ella Fitzgerald et Louis Armstrong comme doubleurs.
Le tournage a lieu en Californie : Jamestown, Thousand Oaks, Disney's Golden Oak Ranch, Bodega Bay et les Warner Bros. Studios de Burbank. Le chorégraphe Hermes Pan est renvoyé en plein tournage par Francis Ford Coppola, qui juge son style trop daté. Il est remplacé par Claude Thompson.

## Bande originale
La musique du film est composée par Burton Lane et les chansons écrites par E. Y. Harburg.
| 1.  | Prelude (Main Title)                     | Petula Clark et l'orchestre                                | 4:05 |
| 2.  | This Time Of The Year                    | Ken Darby Singers                                          | 2:05 |
| 3.  | How Are Things In Glocca Morra?          | Petula Clark et Fred Astaire                               | 2:25 |
| 4.  | Look To The Rainbow                      | Petula Clark, Fred Astaire et Don Francks                  | 3:00 |
| 5.  | If This Isn't Love                       | Petula Clark, Fred Astaire et Don Francks                  | 3:30 |
| 6.  | Something Sort Of Grandish               | Tommy Steele et Petula Clark                               | 3:16 |
| 7.  | That Great Come-And-Get-It Day           | Don Francks, Petula Clark et Ken Darby Singers             | 3:45 |
| 8.  | Old Devil Moon                           | Don Francks et Petula Clark                                | 4:04 |
| 9.  | When The Idle Poor Become The Idle Rich  | Fred Astaire et Petula Clark                               | 4:30 |
| 10. | When I'm Not Near The Girl I Love        | Tommy Steele                                               | 4:20 |
| 11. | Necessity                                | Brenda Arnau                                               | 3:06 |
| 12. | Rain Dance Ballet                        | Orchestre et chœurs                                        | 2:38 |
| 13. | The Begat                                | Keenan Wynn, Avon Long, Jester Hairston et Roy Glenn       | 2:55 |
| 14. | How Are Things In Glocca Morra? (Finale) | Petula Clark, Don Francks, Tommy Steele et Barbara Hancock | 2:11 |

## Accueil
Certains critiques, ainsi que l'acteur Fred Astaire, reprocheront à Francis Ford Coppola la plupart des plans de danse car on n'y voyait pas assez les pieds de l'acteur-danseur. En réalité, cela est lié à la volonté du studio de convertir le film au format 70 mm pour faire tournée limitée roadshow. Cela a pour conséquences de couper une partie de l'image, en haut et en bas.

## Distinctions
Source : Internet Movie Database

### Récompense
- Motion Picture Sound Editors Awards 1969 : meilleur montage son de dialogues

### Nominations
- Oscars 1969 : meilleur son et meilleure adaptation pour un film musical
- Golden Globes 1969 : meilleur film musical ou de comédie, meilleure actrice dans un film musical ou une comédie pour Petula Clark, meilleur acteur dans un film musical ou une comédie pour Fred Astaire, meilleure actrice dans un second rôle et révélation féminine de l'année pour Barbara Hancock
- Writers Guild of America Awards 1969 : meilleur scénario de film musical

## Commentaires
C'est le troisième film comme réalisateur de Coppola, lequel se lie d'amitié sur le tournage avec un stagiaire nommé George Lucas. Par ailleurs, il s'agit du dernier film musical de Fred Astaire, si l'on excepte ses participations aux films documentaires (images d'archives principalement) Il était une fois Hollywood en 1974 et Hollywood, Hollywood en 1976.
Le personnage du sénateur raciste Billboard Rawkins est en partie inspiré de Theodore G. Bilbo, gouverneur du Mississippi, sénateur, membre du Ku Klux Klan et suprémaciste blanc. Woody Mahoney s'inspire quant à lui de Woody Guthrie.